# Sonatina in sol maggiore per violino e pianoforte op. 100
La Sonatina in sol maggiore per violino e pianoforte op. 100 (B. 183) di Antonín Dvořák è un brano del compositore boemo del 1893, scritto per violino e pianoforte, anche se esiste una versione precedente della sonatina per flauto e pianoforte. Tra le due versioni le differenze sono comunque minime.
L'opera è stata composta a New York, tra il 19 novembre e il 3 dicembre del 1893 ed è dedicata ai sei figli dell'autore.
La sonatina è in quattro movimenti:
1. Allegro risoluto
2. Larghetto
3. Scherzo e Trio: Allegro Vivace
4. Finale: Allegro

L'opera risente molto delle varie culture con cui il compositore era entrato in contatto nel corso della sua vita. Sono presenti le strutture ritmiche tipiche della musica ceca, mentre il secondo movimento e parti del terzo fanno riferimento a canti tradizionali degli indiani d'America.